# Novo Oriente do Piauí
Novo Oriente do Piauí is een gemeente in de Braziliaanse deelstaat Piauí. De gemeente telt 6.321 inwoners (schatting 2009).
De gemeente grenst aan Valença do PI, Elesbão Veloso, Oeiras, Inhuma en Barra d'Alcântara.